# Movimiento Socialista de Trabajadores
El Movimiento Socialista de Trabajadoras y Trabajadores (MST) de Puerto Rico es una organización socialista revolucionaria fundada en el 1982 producto de la fusión entre dos organizaciones socialistas e independentistas: el Partido Socialista Revolucionario (PSR) y el Movimiento Socialista Popular (MSP). El MST es una organización esencialmente compuesta por trabajadores y estudiantes universitarios.
Actualmente, se encarga de la publicación del periódico Bandera Roja.

## Historia
Bajo el lema de "El socialismo si no es democrático no es socialismo" el MST realizó su congreso de fusión. Este fue dedicado en primera instancia a los estudiantes y trabajadores de la Universidad de Puerto Rico que desarrollaron la huelga estudiantil de 1981 contra el alza en las matrículas y en segundo lugar a los obreros polacos y el sindicato Solidaridad por su lucha contra el Estado polaco supuestamente socialista. Desde su origen se han comprometido con las luchas de los trabajadores y por la crítica contra los mal llamados estados socialistas que oprimen a sus respectivas clases obreras bajo un falso socialismo que desprestigia nuestro objetivo estratégico. En ese sentido rechazaron las teorías defensoras del partido único y la falta de derechos democráticos en dichos países. Luchan por el pleno disfrute de los derechos democráticos en una democracia socialista, donde los derechos de cada cual no estén determinados por la riqueza individual. 
El MST fundó junto a otras organizaciones el Frente Socialista en el año 1990. Dicho frente aspiró a reunir a los distintos sectores socialistas que independientemente de lo que ocurriera en Europa del Este en torno a los países auto-proclamados socialistas, estas organizaciones realizaría un polo socialista. En el año 2005 el MST decidió desafiliarse del Frente Socialista porque su matrícula entiendió que dicha organización ya no cumplía con los objetivos iniciales para los que se formó. Al igual, entendían que en aquel momento la prioridad organizativa para sus miembros debe ser el desarrollo de su misma organización, el MST.

## Ideología
El MST aboga por la transformación de la sociedad en una de justicia y bienestar para las grandes mayorías de trabajadores, y lucha por el pleno disfrute de los derechos democráticos en una democracia socialista, donde los derechos de cada cual no están determinados por la riqueza. Su objetivo fundamental es la lucha por la independencia de Puerto Rico y el socialismo. A diferencia de otros sectores independentistas, para el MST la independencia no es un fin en sí mismo sino un medio para que los trabajadores ejerzan su poder revolucionario a través del socialismo. Conciben la lucha por la independencia y el socialismo como parte de un mismo proceso ininterrumpido; pero no descartan la posibilidad de que la independencia pueda producirse en un momento dado sin que necesariamente implique el socialismo.
La organización se concibe a sí misma cómo una democrática, en la cual el individuo tiene derecho a disentir tanto interna como públicamente de las posturas asumidas por la mayoría. Existe dentro de ella el derecho a organizar tendencias y a estas expresar libremente sus posiciones. Todo lo anterior no niega la búsqueda de la unidad de propósito y acción producto del convencimiento. En dicha organización, la existencia de diferencias políticas no se ve como un mal y postulan no creer en el partido monolítico pues según establecen en su declaración de principios "entendemos que producto del debate y la confrontación de distintos puntos de vista en la organización podrá enriquecer sus análisis y acciones".
El MST es una organización marxista revolucionaria y como tal combina distintas formas de lucha. Sostienen el derecho a la autodefensa y entienden que la clase obrera tiene que crear las condiciones materiales para dirigir la sociedad y cambiar el régimen de producción actual basado en el lucro de unos pocos y la explotación del pueblo trabajador.

### Juventudes
La juventud del MST está reunida en la Unión de Juventudes Socialistas (UJS-MST). Desde el punto de vista organizativo, el Movimiento es una organización selectiva en la cual aspiran a agrupar a los sectores más conscientes y combativos del pueblo trabajador y su estudiantado. Internamente, desarrollan un proceso de educación política que permite el reclutamiento consciente de los nuevos miembros.
- Datos: Q8034750